# Превез
Превез (лат. Netta rufina) велика је патка ронилица. Научно име долази од стгрч. Netta и значи „патка” и лат. rufina, што значи „златноцрвена” (од rufus што значи „румено”). Гнезди се у низијским мочварама и језерима јужне Европе и средње Азије, а зиму проводи на Индијском потконтиненту и Африци. Миграторна је врста, при чему популације са севера одлазе до северне Африке у току сеобе.

## Опис
Превез је дуг 45—55 центиметара, а тежак од 800 до 1.500 грама. Има распон крила 90 центиметара. Одрасли мужјак се не може помешати ни са једном другом врстом. Има округлу наранџасту главу, црвени кљун и црне груди. Крилно огледало је бело, леђа браон, а реп је црне боје. Женка је углавном светле браон боје, са тамнијим леђима и капом и беличастим лицем. Прелазни облик мужјака (еклипсна форма) подсећа на женку, али има црвени кљун.

## Екологија
Ово је грегарна врста, која формира велика јата током зиме, мешана са другим врстама патака, попут риђоглаве патке и ћубасте патке. Храну тражи полузарањањем, попут врста из потпородице патака. Храни се воденим биљкама.

### Оглашавање
Оглашава се шиштећим вехт звуком који најчешће испушта мужјак. Женка има другачије оглашавање које се може транскрибовати као промукло „врах-врах-врах”.

### Гнежђење
Превез гради гнездо у вегетацији језерских обала, где полаже 8–12 светлозелених јаја. 

## Заштита
Превез је обухваћен Споразумом о заштити афричко-азијских миграторних птица мочварица (AEWA).